# Colobostoma obscuricornis
Colobostoma obscuricornis är en skalbaggsart som beskrevs av Blackburn 1907. Colobostoma obscuricornis ingår i släktet Colobostoma och familjen Melolonthidae. Inga underarter finns listade i Catalogue of Life.